# ترانسفورماتور لرزشی

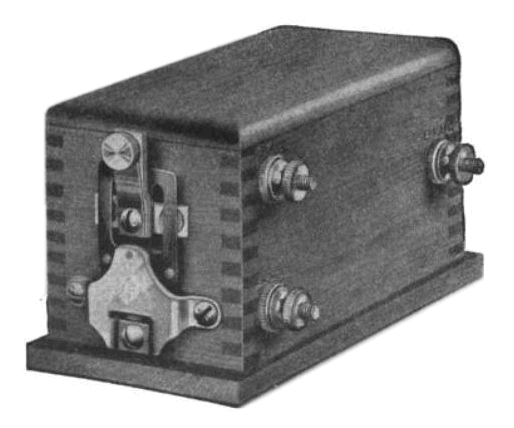
مدلی از ترانسفورماتور ویبراتور یا لرزشی در حدود سال ۱۹۱۵.

ترانسفورماتور لرزشی (انگلیسی: Trembler coil) نوعی ترانسفورماتور ولتاژ بالا است که در سامانه جرقه‌زنی اتومبیل‌های ابتدائی نظیر بنز پتنت-موتورواگن و فورد مدل تی استفاده می‌شد.